# Еврипидис Писиотис
Еврипидис Писиотис (на гръцки: Ευριπίδης Πισιώτης) е гръцки лекар и политик от началото на XX век, депутат е от Националния радикален съюз от ном Костур.

## Биография
Писиотис е роден в 1907 година в костурската българо-влашка паланка Хрупища, тогава в Османската империя, днес Аргос Орестико, Гърция в гъроманско патриаршистко семейство на Димитриос и Юлия. Завършва медицина и практикува в Костур. Избран е за депутат от Националния радикален съюз в 1964 година. През юли 1964 година обаче с решение на Избирателния съд мястото му заема Панайотис Йокас.
Умира на 24 октомври 1981 година в Солун.